# Bun (gastronomia)
Il bun è un tipo di panino dolce e morbido statunitense.

## Descrizione e Caratteristiche
Presenta una forma rotonda quando viene usato per preparare i panini con hamburger mentre ha una forma allungata se utilizzato per gli hot dog.
I bun usati per preparare i panini della McDonald's sono composti da farina di frumento, acqua, zucchero, glutine, olio di colza, lievito, sale, semi di sesamo, additivi dichiarabili (E472e, E282, E300) e non dichiarabili in etichetta (destrosio, E471, E306, ed enzimi).
Il termine bun, con cui viene designato in lingua inglese, viene anche usato nei paesi anglosassoni per identificare, con un'accezione diversa, una torta dolce e di piccole dimensioni.